# 凌波舞

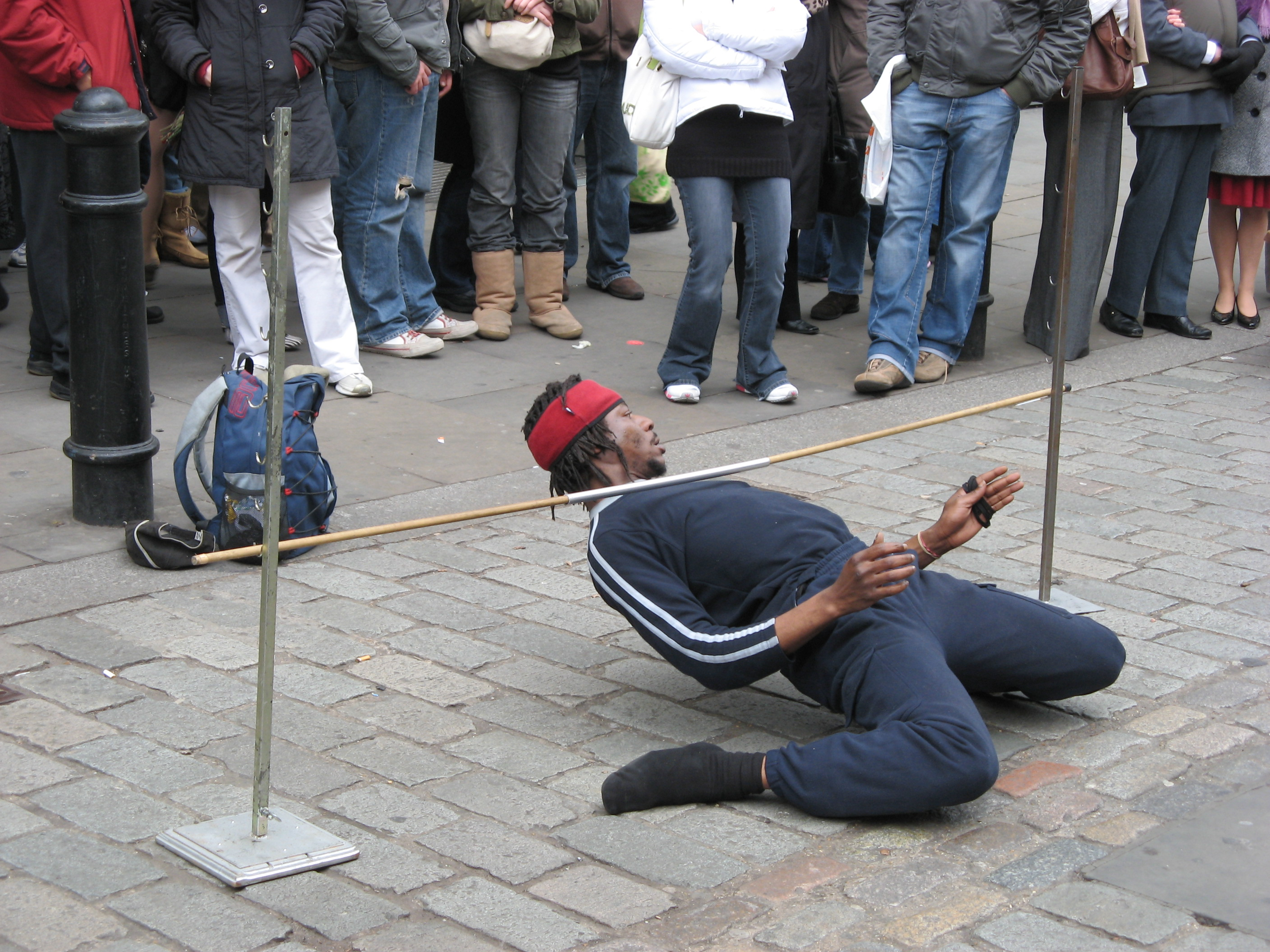
一名男子正在跳凌波舞。

凌波舞（Limbo）是一種基於中南美洲千里達島傳統的舞蹈競賽，競賽目標是讓身體通過橫桿下方，但不讓橫桿掉落或讓身體摔跤。

## 規則
在地上直豎兩根桿子，並在中間擺放一根水平的桿子。所有參賽者必須以面部向上、後背朝地的姿勢，讓自己的身體通過橫桿下方，在通過的時候、舞者的身體不能與橫桿接觸，除了腳以外的地方不能觸碰到地面。當每個人都以這種方式通過橫桿後，桿子的高度會稍微降低。當最後只剩下一個人可以通過橫桿時，比賽便結束。

## 紀錄
丹尼斯·沃爾斯頓（Dennis Walston）是凌波舞橫桿離地高度的最低紀錄保持者，他在1991年三月挑戰橫桿離地高度6英寸（15），並成功。
2010年9月16日時，謝米卡·查爾斯（Shemika Charles）創下了橫桿離地高度8.5英寸（22）的紀錄，為女性在該項目的世界紀錄保持人。